# Stratford Town FC
Stratford Town FC (celým názvem: Stratford Town Football Club) je anglický fotbalový klub, který sídlí ve městě Stratford nad Avonou v nemetropolitním hrabství Warwickshire. Založen byl v roce 1941 pod názvem Stratford Rangers FC. Od sezóny 2018/19 hraje v Southern Football League Premier Division Central (7. nejvyšší soutěž). Klubové barvy jsou modrá a bílá.
Své domácí zápasy odehrává na stadionu Knights Lane s kapacitou 1 398 diváků.

## Historické názvy
Zdroj: 
- 1941 – Stratford Rangers FC (Stratford Rangers Football Club)
- 1949 – Stratford Town FC (Stratford Town Football Club)
- 1964 – Stratford Town Amateurs FC (Stratford Town Amateurs Football Club)
- 1970 – Stratford Town FC (Stratford Town Football Club)

## Úspěchy v domácích pohárech
Zdroj: 
- FA Cup
  - 3. předkolo: 2004/05, 2006/07, 2011/12, 2017/18
- FA Amateur Cup
  - 3. kolo: 1962/63
- FA Trophy
  - 2. předkolo: 2014/15, 2015/16, 2017/18
- FA Vase
  - 5. kolo: 2008/09

## Umístění v jednotlivých sezonách
Stručný přehled
Zdroj: 
- 1954–1957: Worcestershire Combination
- 1957–1960: Birmingham & District League (Division Two)
- 1960–1962: Birmingham & District League
- 1962–1965: West Midlands Regional League
- 1965–1970: West Midlands Regional League (Premier Division)
- 1970–1975: Midland Combination (Division One)
- 1975–1977: Hellenic Football League (Premier Division)
- 1977–1978: Midland Combination (Division One)
- 1978–1981: Midland Combination (Division Two)
- 1981–1983: Midland Combination (Division One)
- 1983–1994: Midland Combination (Premier Division)
- 1994–2013: Midland Football Alliance
- 2013–2015: Southern Football League (Division One South & West)
- 2015–2018: Southern Football League (Premier Division)
- 2018– : Southern Football League (Premier Division Central)

Jednotlivé ročníky
Zdroj: 
Legenda: Z - zápasy, V - výhry, R - remízy, P - porážky, VG - vstřelené góly, OG - obdržené góly, +/- - rozdíl skóre, B - body, červené podbarvení - sestup, zelené podbarvení - postup, fialové podbarvení - reorganizace, změna skupiny či soutěže
| Sezóny  | Liga                                                 | Úroveň | Z  | V  | R  | P  | VG  | OG | +/- | B  | Pozice |
| ------- | ---------------------------------------------------- | ------ | -- | -- | -- | -- | --- | -- | --- | -- | ------ |
| 2009/10 | Midland Football Alliance                            | 9      | 42 | 26 | 4  | 12 | 89  | 50 | +39 | 82 | 3.     |
| 2010/11 | Midland Football Alliance                            | 9      | 44 | 26 | 8  | 10 | 92  | 48 | +44 | 86 | 5.     |
| 2011/12 | Midland Football Alliance                            | 9      | 42 | 19 | 9  | 15 | 79  | 55 | +24 | 64 | 8.     |
| 2012/13 | Midland Football Alliance                            | 9      | 42 | 28 | 7  | 7  | 106 | 46 | +60 | 91 | 1.     |
| 2013/14 | Southern Football League (Division One South & West) | 8      | 42 | 19 | 9  | 18 | 103 | 86 | +17 | 62 | 10.    |
| 2014/15 | Southern Football League (Division One South & West) | 8      | 42 | 28 | 5  | 9  | 82  | 40 | +42 | 89 | 3.     |
| 2015/16 | Southern Football League (Premier Division)          | 7      | 46 | 13 | 11 | 22 | 59  | 68 | -9  | 50 | 19.    |
| 2016/17 | Southern Football League (Premier Division)          | 7      | 46 | 13 | 17 | 16 | 64  | 66 | -2  | 56 | 14.    |
| 2017/18 | Southern Football League (Premier Division)          | 7      | 46 | 15 | 10 | 21 | 68  | 81 | -13 | 55 | 15.    |
| 2018/19 | Southern Football League (Premier Division Central)  | 7      | 42 |    |    |    |     |    |     |    |        |